# قصر العاشق
قصر العاشق قصر تاريخي أثري عباسي يرجع تاريخه إلى القرن التاسع، يقع في الجانب الغربي من مدينة سامراء في العراق وعلى بعد 9 كيلومترات من مشروع الثرثار وعلى الضفة اليمنى من نهر الإسحاقي المندثر تقع أطلال قصر العاشق.

## وصف القصر
وهو القصر الذي ذكره المؤرخون باسم المعشوق وقد بناه الخليفة المعتمد قبل انتقاله نهائيا إلى بغداد. والقصر يتألف من طابقين وهو مستطيل الشكل بطول 121 م وعرض 96 م. حوله ساحة واسعة مسورة وحول السور خندق. وأمام مدخل القصر معالم بركة واسعة. وقد تم مؤخراً إزالة الأتربة والأنقاض من حوله
ه، كما رممت بعض مرافقه. هو أيضا أحد أهم الآثار في العراق لما له من قيمة أثرية. الخليفة العباسي المعتمد على الله باني قصر العاشق في (سُـرّ من رأى!). طللُ هذا القصر يشهد اليوم انفتاحا وقربا على مسرح العمليات. ويبعد حوالي 9 كيلو متر عن ملوية سامراء.

## صور قصر العاشق

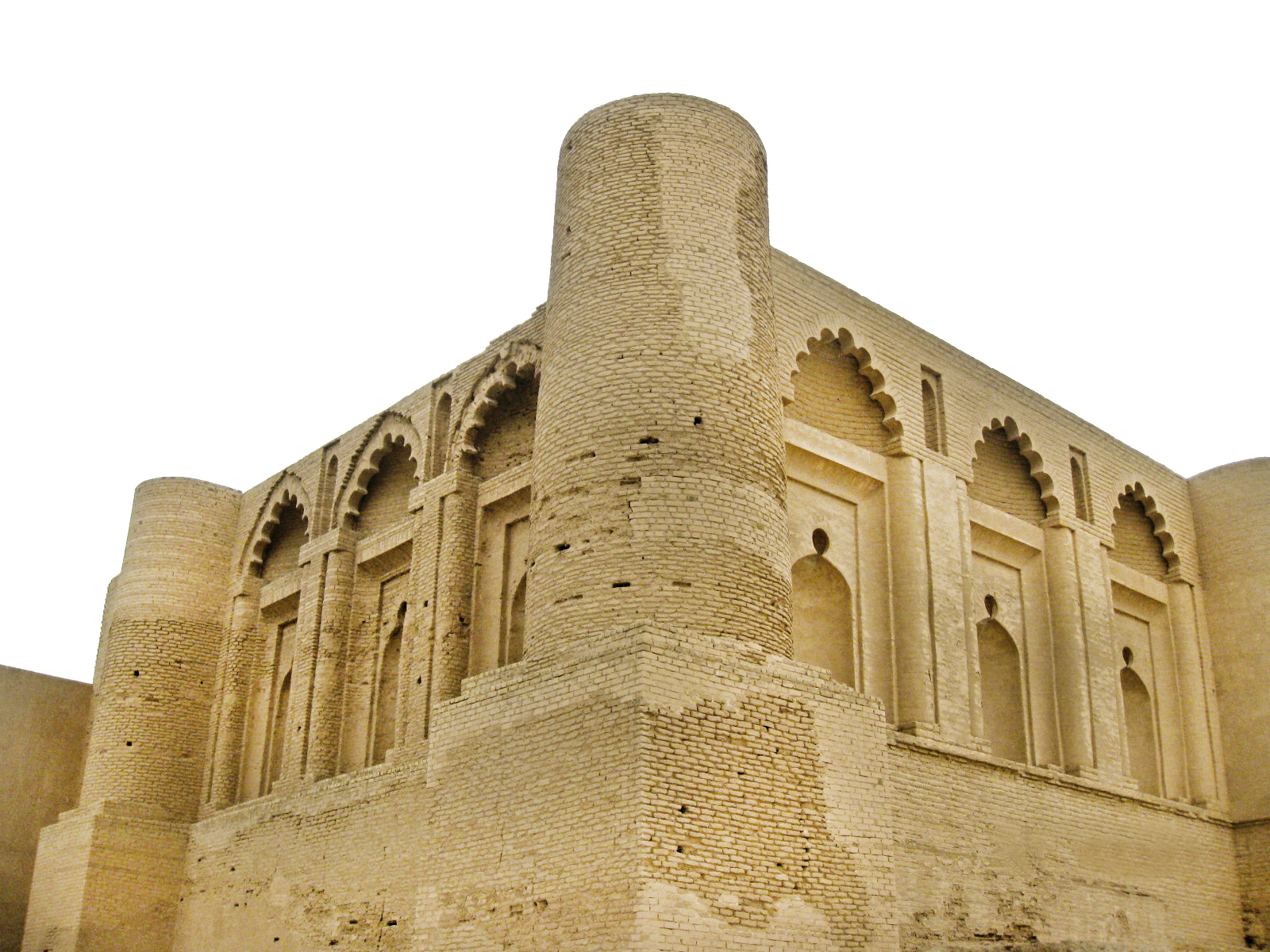
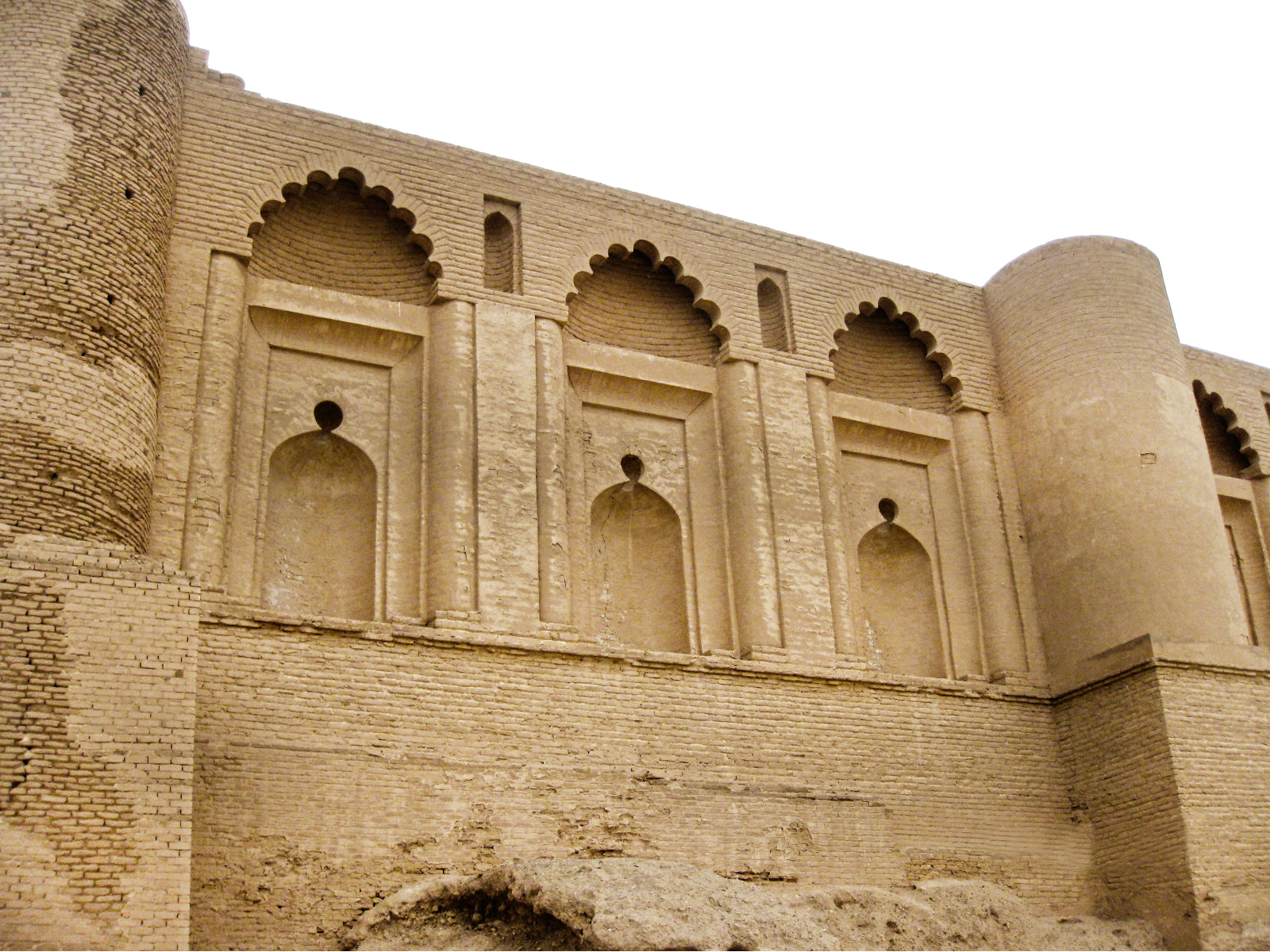
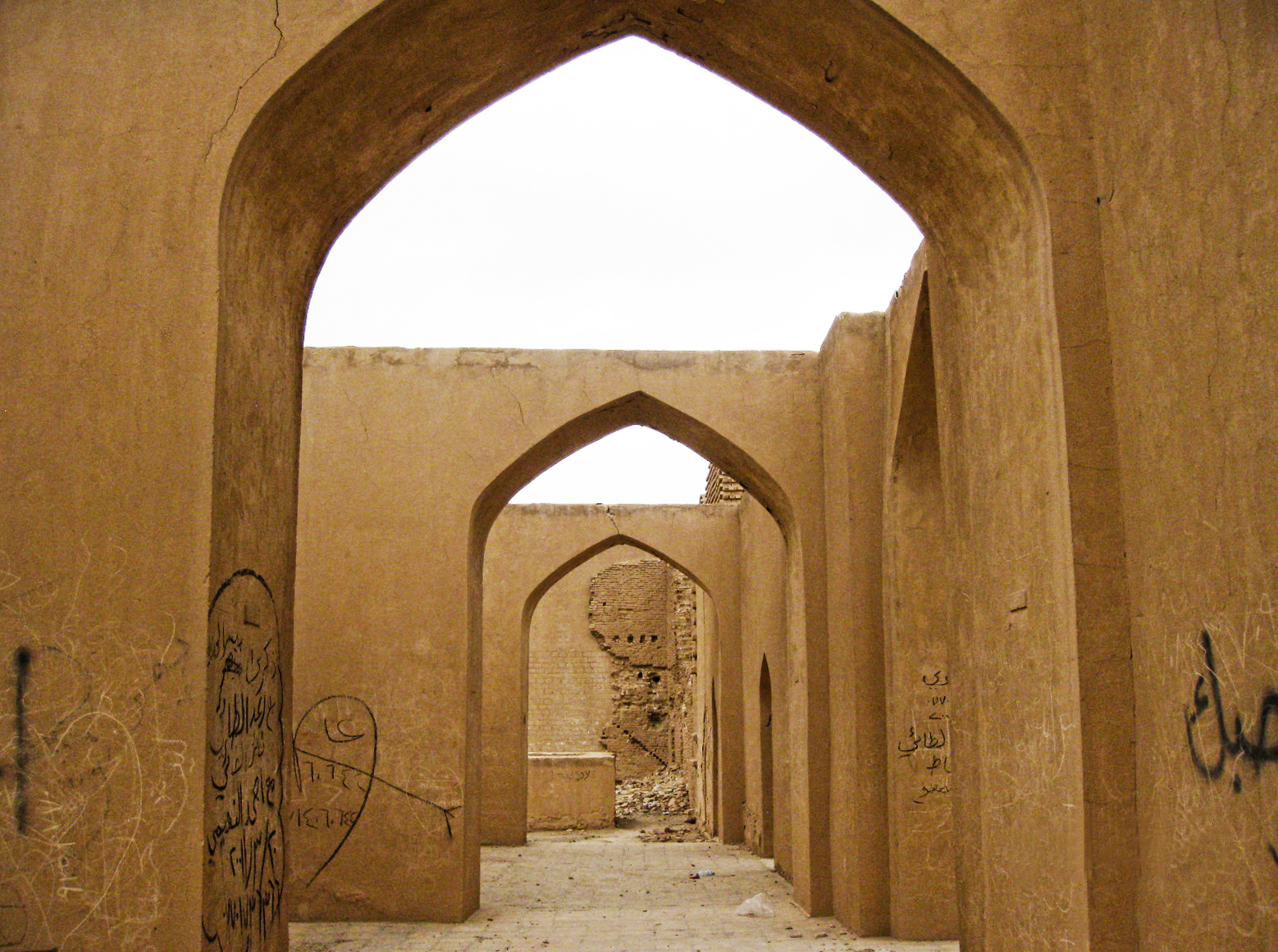